# دانيال داغان
دانيال داغان (بالعبرية: דניאל דגן‏) (1945 في القاهرة) هو صحفي ومؤلف إسرائيلي.

## نبذة
تربى دانيال في كل من إسرائيل وفرنسا، درس السياسية والاقتصاد الشعبي، وعمل مع مختلف وسائل الإعلام، الإذاعة والتلفزيون، يكتب تقارير كمراسل أجنبي لجريدة الجيروزليم بوست من برلين، قام بكتابة العديد من الكتب عن الصراع في الشرق الأوسط والإرهاب.

## وصلات خارجية
- معلومات عن دانيال داغان باللغة الألمانية